# Sempron
Le CPU Sempron sono processori economici della AMD destinati a diversi settori di mercato. Hanno rimpiazzato i processori Duron ed erano in competizione con i Celeron D della Intel.

## Caratteristiche

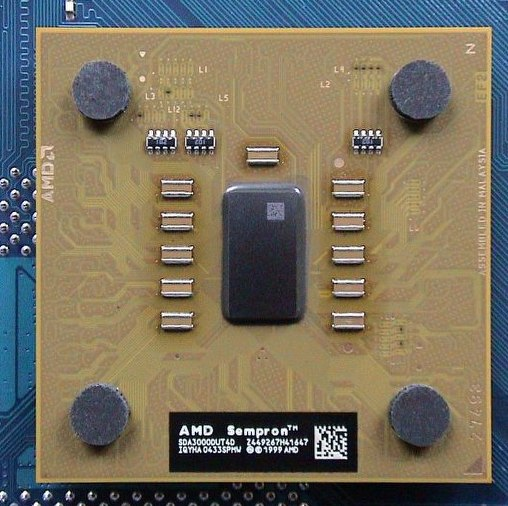
Sempron 3000+ Socket-A

Le prime varianti erano basate sui core Thoroughbred e Thorton  dell'Athlon XP, con 256 KB di L2-cache e un FSB 333, ottenuto sfruttando in modalità DDR un segnale a 166 MHz. La CPU Sempron 3000+, introdotta più tardi, è basata sul core Barton, evoluzione dei precedenti in quanto possiede 512 KB di L2-cache. L'ultimo Sempron su Socket A è stato il modello 3300+, con FSB 400 sempre su core Barton. Di fatto, tutti questi modelli non sono altro che Athlon XP rimarchiati con un nuovo nome ed un nuovo PR (Performance Rating).
Le versioni successive (core Paris e Palermo) sono invece versioni depotenziate dei primi modelli di Athlon 64, hanno solo 128 o 256 KB di L2-cache ed alcuni non supportano istruzioni AMD64. A parte queste restrizioni, le nuove Sempron condividono molte funzionalità con l'Athlon 64, incluso il controllo di memoria integrato “on-die” e il supporto per l'infrastruttura HyperTransport a 800 MHz. Con la presentazione di ulteriori versioni dell'Athlon 64 con core K8 anche i processori Sempron si sono conseguentemente evoluti rispecchiandone fedelmente le caratteristiche generali, ma sempre mantenendo sia la L2-cache ridotta tipicamente alla metà che il bus HyperTransport di 800 MHz contro i 1000 MHz diventati standard sugli Athlon. Tutti i Sempron sono stati processori single-core fino all'uscita del core Brisbane, con cui si sono prodotti i primi modelli dual-core (Sempron X2 2100+, 2200+, 2300+) con L2-cache di 256 KB e frequenze non superiori ai 2,2 GHz.
Con l'avvento del core K10 (per Athlon II) sono stati prodotti nuovi modelli di Sempron single-core (Sempron 130-150) utilizzando i processori Athlon II X2 (dual-core) con un core difettoso "spento" in fabbrica oppure semplicemente disabilitato per creare un single-core, mantenendo però tutte le altre caratteristiche soprattutto per quanto riguarda la L2-cache maggiorata dei K10, che ora è di 1024 KB per core. Unica eccezione: il modello Sempron 130 in cui è di soli 512KB, in linea con quella dei primi modelli di Athlon II da cui deriva. Anche le frequenze sono più alte rispetto ai predecessori, attestandosi in un range compreso tra i 2,6 GHz e i 2,9 Ghz.
Molti di questi Sempron possono essere riconvertiti in dual-core tramite una caratteristica presente nel BIOS di alcuni modelli di schede madri (chiamata "Advanced Clock Calibration") ma questo vale solo per i modelli con un core disabilitato di fabbrica e non per quelli con un core difettoso. I processori così ottenuti sono riconosciuti come Athlon II X2 dal BIOS della scheda madre.
A parte queste "riconversioni" ottenute tramite BIOS, anche per il core K10 sono stati prodotti alcuni modelli di Sempron dual-core, dimezzando la L2-cache degli Athlon II X2 core Regor (che diviene così di soli 512 KB per core) e utilizzando frequenze massime di 2,5 GHz per il modello di punta Sempron X2 190.

## Modelli

### Thoroughbred B/Thorton (130 nm)
- L1-Cache: 64 + 64 K (Dati + Istruzioni)
- L2-Cache: 256 K, fullspeed
- MMX, 3DNow!, SSE
- Socket A (EV6)
- Front side bus: 166 MHz (FSB 333)
- VCore: 1.6 V
- Prima versione: 28 luglio 2004
- Frequenza di clock: 1500 MHz - 2000 MHz (2200+ to 2800+)

### Barton (130 nm)
- L1-Cache: 64 + 64 K (Dati + Istruzioni)
- L2-Cache: 512 K, fullspeed
- MMX, 3DNow!, SSE
- Socket A (EV6)
- Front side bus: 166 MHz (FSB 333), 200 MHz (FSB 400)
- VCore: 1.6 V
- Prima versione: 17 settembre 2004
- Frequenza di clock: 2000 MHz (3000+), 2200 MHz (3300+)

### Paris (130 nm SOI)
- L1-Cache: 64 + 64 K (Dati + Istruzioni)
- L2-Cache: 256 K, fullspeed
- MMX, 3DNow!, SSE, SSE2
- Protezione esecuzione programmi (NX bit)
- Controller memoria integrato
- Socket 754, 800 MHz HyperTransport
- VCore: 1.4 V
- Prima versione: 28 luglio 2004
- Frequenza di clock: 1800 MHz (3100+)

### Palermo (90 nm SOI)
- I modelli mobile sono Georgetown con 128K di L2 e Sonora con 256K di L2
- L1-Cache: 64 + 64 K (Dati + Istruzioni)
- L2-Cache: 128/256 K, fullspeed
- MMX, 3DNow!, SSE, SSE2
- SSE3 sugli stepping E3 ed E6
- AMD64 sullo stepping E6
- Cool'n'Quiet (3000+ e superiori)
- Protezione esecuzione programmi (NX bit)
- Controller memoria integrato
- Socket 754, 800 MHz HyperTransport
- VCore: 1.4 V
- Prima versione: febbraio 2005
- Frequenza di clock: 1600 - 2000 MHz
  - 128 K L2-Cache: 1600 - 2000 MHz 2600+, 3000+, 3300+
  - 256 K L2-Cache: 1400 - 2000 MHz 2500+ (64bit), 2800+, 3100+, 3400+

### Manila (90 nm SOI)
- L1-Cache: 64 + 64 K (Dati + Istruzioni)
- L2-Cache: 128/256 K, fullspeed
- MMX, 3DNow!, SSE, SSE2, SSE3, AMD64, Cool'n'Quiet, NX bit
- Controller memoria DDR2 integrato
- Socket AM2, 800 MHz HyperTransport
- VCore: 1.25/1.35/1.40 V (1.20/1.25 V per le versioni a risparmio energetico)
- Prima versione: 23 maggio 2006
- Frequenza di clock: 1600 - 2000 MHz
  - 128 K L2-Cache: 2800+, 3200+, 3500+
  - 256 K L2-Cache: 3000+, 3400+, 3600+
- Stepping: F2 (Part No.: *CN, *CW)

### Sparta (65 nm SOI)
- L1-Cache: 64 + 64 KB (Dati + Istruzioni)
- L2-Cache: 256/512 KB, fullspeed
- MMX, Extended 3DNow!, SSE, SSE2, SSE3, AMD64, Cool'n'Quiet, NX bit
- Memory Controller: integrato a 128-bit (Dual channel) per DDR2
- Socket AM2, 800 MHz HyperTransport
- VCore: 1.20/1.40 V
- Prima versione: 20 agosto 2007
- Frequenza di clock: 1900– 2300 MHz
  - 256 KiB L2-Cache (Modello: Sempron LE-1100, LE-1150)
  - 512 KiB L2-Cache (modello: Sempron LE-1200, LE-1250, LE-1300)
- Stepping: G1 (Part No.: *DE), G2 (Part No.: *DP)

### Brisbane (65 nm SOI)
- L1-Cache: 64 + 64 KB (Dati + Istruzioni) per core
- L2-Cache: 256 KB, fullspeed per core
- Architettura: K8 dual-core
- MMX, Extended 3DNow!, SSE, SSE2, SSE3, AMD64, Cool'n'Quiet, NX bit
- Memory Controller: integrato a 128-bit (Dual channel) per DDR2
- Socket AM2, 800 MHz HyperTransport
- VCore: 1.20/1.30 V
- Prima versione: marzo 2008
- Frequenza di clock: 1800– 2200 MHz
  - Sempron X2 2100+ (1800MHz), Sempron X2 2200+ (2000MHz), Sempron X2 2300+ (2200MHz)
- Stepping: G1 (Part No.: *LG/*PG), G2 (Part No.: *9G)

### Sargas (45 nm SOI)
- L1-Cache: 64 + 64 KB (Dati + Istruzioni)
- L2-Cache: 512/1024 KB L2-Cache, fullspeed
- Architettura: K10 con 1 core attivo
- Memory Controller: integrato a 128-bit (Dual channel) per DDR2 e DDR3
- MMX(+) 3DNow!(+) SSE SSE2 SSE3 SSE4A x86-64 AMD64 Cool'n'Quiet
- Socket AM2+ / Socket AM3
- Thermal Design Power: 45 W
- Processo di produzione: 45 nm
- Stepping: BL-C2
- Prima versione: giugno 2009
- Frequenza di clock: 2600 - 2900 MHz
  - 512 KiB L2-Cache: Sempron 130 (2600 MHz)
  - 1024 KiB L2-Cache: Sempron 140 (2700 MHz), Sempron 145 (2800 MHz), Sempron 150 (2900 MHz)

### Regor (45 nm SOI)
- L1-Cache: 64 + 64 KB (Dati + Istruzioni) per ogni core
- L2-Cache: 512 KB L2-Cache, fullspeed per ogni core
- Architettura: K10 dual-core
- Memory Controller: integrato a 128-bit (Dual channel) per DDR2 e DDR3
- MMX(+) 3DNow!(+) SSE SSE2 SSE3 SSE4A x86-64 AMD64 Cool'n'Quiet
- Socket AM2+ / Socket AM3
- Thermal Design Power: 45 W
- Processo di produzione: 45 nm
- Stepping: DA-C3
- Prima versione: settembre 2010
- Frequenza di clock: 2400 - 2500 MHz
  - Sempron X2 180 (2400 MHz), Sempron X2 190 (2500 MHz)